# Les Istres-et-Bury

Les Istres-et-Bury este o comună în departamentul Marne, Franța. În 2009 avea o populație de 91 de locuitori.